# ولیکی شنج
ولیکی شنج (به لاتین: Veliki Šenj}} یک عوارض جغرافیایی در صربستان است که در Stragari واقع شده‌است.

## خصوصیات
ولیکی شنج ۳۵۰ نفر جمعیت دارد.